# اجیدیو کاپرا
اجیدیو کاپرا (به ایتالیایی: Egidio Capra) بازیکن فوتبال اهل ایتالیا است که از سال ۱۹۳۷ میلادی عضو تیم ملی فوتبال ایتالیا بوده و در ۲ بازی ملی حضور داشته‌است. او در بازی‌های ملی‌اش گلی به ثمر نرساند.
اجیدیو کاپرا آخرین بازی ملی خود را در سال ۱۹۳۷ میلادی انجام داد.